# 25492 Firnberg
25492 Firnberg (tên chỉ định: 1999 XF85) là một tiểu hành tinh vành đai chính. Nó được phát hiện bởi dự án Nghiên cứu tiểu hành tinh gần Trái Đất Lincoln ở Socorro, New Mexico, ngày 7 tháng 12 năm 1999. Nó được đặt theo tên Anat Firnberg, an American educator ở Tenafly, New Jersey.